# 藤原今児
藤原 今児（ふじわら の いまこ、生没年不明）は、奈良時代後期の女性。姓は朝臣。名は今子とも記される。位階は従五位上。

## 記録
淳仁朝の天平宝字7年（763年）に、広川女王・藤原乙刀自・藤原人数らとともに無位から従五位下に叙せられている。その後、しばらく記録が途絶え、藤原仲麻呂の乱における去就は不明。称徳朝では不遇であったようだが、光仁朝の宝亀7年（776年）に従五位上に昇叙された、という記事が見える。

## 官歴
『続日本紀』による。
- 天平宝字7年（763年）正月9日：従五位下
- 宝亀7年（776年）正月7日：従五位上